# Équipe de Suisse de football en 1984
Cet article présente les résultats de l'équipe de Suisse de football lors de l'année 1984.

## Bilan
|           | Nombre de matchs | Victoires | Défaites | Matchs nuls | Buts marqués | Buts encaissés |
| Domicile  | 6                | 1         | 2        | 3           | 3            | 8              |
| Extérieur | 2                | 1         | 1        | 0           | 1            | 3              |
| Neutre    | 0                | 0         | 0        | 0           | 0            | 0              |
| Total     | 8                | 2         | 3        | 3           | 4            | 11             |

## Matchs et résultats
| Match amical                             | Suisse      | 1 - 1   | Pologne    | Hardturm, Zurich                                     |                                                      |
| 27 mars 1984 · Historique des rencontres | Hermann 79e | (0 - 1) | 24e Boniek | Spectateurs : 9 600 Arbitrage : Jean-François Crucke | Spectateurs : 9 600 Arbitrage : Jean-François Crucke |
| 27 mars 1984 · Historique des rencontres | Rapport     |         |            | Spectateurs : 9 600 Arbitrage : Jean-François Crucke | Spectateurs : 9 600 Arbitrage : Jean-François Crucke |

| Match amical                           | Suisse  | 0 - 0 | Suède | Wankdorf, Berne                            |                                            |
| 2 mai 1984 · Historique des rencontres |         |       |       | Spectateurs : 8 500 Arbitrage : Zvi Sharir | Spectateurs : 8 500 Arbitrage : Zvi Sharir |
| 2 mai 1984 · Historique des rencontres | Rapport |       |       | Spectateurs : 8 500 Arbitrage : Zvi Sharir | Spectateurs : 8 500 Arbitrage : Zvi Sharir |

| Match amical                            | Suisse  | 0 - 4   | Espagne                                                    | Les Charmilles, Genève                         |                                                |
| 26 mai 1984 · Historique des rencontres |         | (0 - 3) | 14e Santillana · 26e Gallego · 35e Rincón · 63e Goikoetxea | Spectateurs : 18 000 Arbitrage : Luigi Agnolin | Spectateurs : 18 000 Arbitrage : Luigi Agnolin |
| 26 mai 1984 · Historique des rencontres | Rapport |         |                                                            | Spectateurs : 18 000 Arbitrage : Luigi Agnolin | Spectateurs : 18 000 Arbitrage : Luigi Agnolin |

| Match amical                             | Hongrie                         | 3 - 0   | Suisse | Népstadion, Budapest                         |                                              |
| 22 août 1984 · Historique des rencontres | Esterházy 71e 83e · Bodonyi 87e | (0 - 0) |        | Spectateurs : 9 838 Arbitrage : Adolf Prokop | Spectateurs : 9 838 Arbitrage : Adolf Prokop |
| 22 août 1984 · Historique des rencontres | Rapport                         |         |        | Spectateurs : 9 838 Arbitrage : Adolf Prokop | Spectateurs : 9 838 Arbitrage : Adolf Prokop |

| Match amical                                   | Suisse  | 0 - 2   | Argentine               | Wankdorf, Berne                              |                                              |
| 1er septembre 1984 · Historique des rencontres |         | (0 - 2) | 7e Ponce · 34e Dertycia | Spectateurs : 8 000 Arbitrage : Patrick Daly | Spectateurs : 8 000 Arbitrage : Patrick Daly |
| 1er septembre 1984 · Historique des rencontres | Rapport |         |                         | Spectateurs : 8 000 Arbitrage : Patrick Daly | Spectateurs : 8 000 Arbitrage : Patrick Daly |

| Éliminatoires CM 1986                         | Norvège | 0 - 1   | Suisse         | Ullevaal, Oslo                                   |                                                  |
| 12 septembre 1984 · Historique des rencontres |         | (0 - 1) | 4e (pen.) Egli | Spectateurs : 14 000 Arbitrage : Edvard Šoštarić | Spectateurs : 14 000 Arbitrage : Edvard Šoštarić |
| 12 septembre 1984 · Historique des rencontres | Rapport |         |                | Spectateurs : 14 000 Arbitrage : Edvard Šoštarić | Spectateurs : 14 000 Arbitrage : Edvard Šoštarić |

| Éliminatoires CM 1986                       | Suisse       | 1 - 0   | Danemark | Wankdorf, Berne                               |                                               |
| 17 octobre 1984 · Historique des rencontres | Barberis 42e | (1 - 0) |          | Spectateurs : 38 000 Arbitrage : Neil Midgley | Spectateurs : 38 000 Arbitrage : Neil Midgley |
| 17 octobre 1984 · Historique des rencontres | Rapport      |         |          | Spectateurs : 38 000 Arbitrage : Neil Midgley | Spectateurs : 38 000 Arbitrage : Neil Midgley |

| Match amical                                        | Suisse    | 1 - 1   | Italie     | La Pontaise, Lausanne                             |                                                   |
| 3 novembre 1984 · 19h30 · Historique des rencontres | Bregy 43e | (1 - 1) | 7e Cabrini | Spectateurs : 20 000 Arbitrage : Tony Evangelista | Spectateurs : 20 000 Arbitrage : Tony Evangelista |
| 3 novembre 1984 · 19h30 · Historique des rencontres | Rapport   |         |            | Spectateurs : 20 000 Arbitrage : Tony Evangelista | Spectateurs : 20 000 Arbitrage : Tony Evangelista |